# Iglesia de Santa María Madre (Orense)
La Iglesia de Santa María Madre es un templo católico del siglo xviii ubicado en el casco histórico de Orense, en Galicia (España). Situado probablemente en el emplazamiento de la primitiva catedral de la ciudad, el santuario se encuentra en el camino por el que discurre la Vía de la Plata.

## Historia
La actual iglesia fue edificada en el posible solar de la antigua catedral de la ciudad, arrasada en el año 716 por el caudillo Abdelacid. Esta había sido erigida por orden del rey Carriarico bajo la advocación de San Martín de Tours y por influencia de San Martín Dumiense, figura importante en la cristianización y el esplendor cultural de la Galicia sueva, siendo Orense la última capital del reino hasta la muerte de Miro y la invasión e incorporación al reino visigodo de Leovigildo.: 33  De acuerdo con los escritos de San Gregorio de Tours, Carriarico había mandado traer varias reliquias de San Martín desde Tours con la esperanza de que las mismas pudiesen curar a su hijo de la lepra;: 83  tras una exitosa recuperación, el rey ordenó construir un templo en honor a San Martín y otro en honor a Santa María, convirtiéndose tanto el monarca como su reino al catolicismo en 550.
La iglesia fue reconstruida en el año 1084 por el obispo Ederonio tras ser devastada a causa de las incursiones mozárabes y normandas. Demolida en 1717 para ser reedificada en estilo barroco a iniciativa del obispo Marcelino Siuri, la construcción fue iniciada por fray Juan de Samos en 1721 (año en que se firmó el contrato de obra) y continuada por el sucesor de Siuri Juan Muñoz de la Cueva en 1722, corriendo la fábrica a cargo de los maestros de obras Pedro Serrapio y José Piñeiro. En la fachada norte, sobre la puerta de entrada, se colocó en 1722 una inscripción en latín alusiva al primitivo templo:

Está abierta para todos la puerta de este sagrado templo. Los fieles cristianos derramen aquí sus corazones delante de Dios y lloren amargamente sus pecados y entrando así afligidos salgan alegres porque Jesucristo perdona las culpas a quien las confiesa y las llora. El obispo Ederonio empezó la fábrica de esta iglesia en la era de 1122, año de 1084.

## Descripción

### Exterior
La fachada del templo, el cual presenta estilo barroco y cuenta con crucero, linterna y cúpula (acorde al orden toscano), posee ocho columnas de mármol de estilo bajorromano o visigótico (cuatro en el segundo cuerpo y cuatro en el tercero) y ocho capiteles de orden corintio (dos son de época sueva y otros dos del siglo ix) pertenecientes a la antigua Catedral de Orense, fechado casi todo ello en los siglos v o vi, hallándose en un nicho avenerado una imagen pétrea de Santa María Madre y, sobre esta, un vitral en el que figura una reproducción de la talla (anteriormente se mostraba a San Vicente de Paúl). 
La fachada posee tres cuerpos y tres calles (los dos cuerpos inferiores enmarcados por pilastras acanaladas), encontrándose en el cuerpo alto un frontón y dos pequeñas torres campanario a ambos lados flanqueando la peineta que corona la estructura. Esta peineta luce un blasón circular acuartelado con un águila coronada en el centro: en el primer cuartel aparece un brazo empuñando una daga; en el segundo un león; en el tercero un castillo; y en el cuarto un árbol. Sobre el escudo, el cual representa las armas del obispo Siuri, se halla una cruz y alrededor de él varios cordones compuestos cada uno por seis borlas, mientras que directamente bajo el mismo, circundando el vitral, destacan en relieve las tres virtudes teologales: Fe, Esperanza y Caridad. A los pies del templo se ubican varias tampas sepulcrales de estola y sepulturas antropomorfas realizadas sobre el sábrego (fechables en el siglo v algunas de ellas) apoyadas contra uno de los muros exteriores, en la Plaza de la Magdalena.
Uno de los elementos que otorgan espectacularidad a la fachada es la gran escalinata que conduce a la puerta de entrada, la cual conecta la Plaza de la Magdalena con la Plaza Mayor de la ciudad y es escenario de la conocida como ceremonia del Desplante, en la cual se recuerda el desencuentro entre las autoridades eclesiásticas y el poder político ocurrido en el siglo xviii, cuando el gobierno local se negó a sufragar la reparación de la escalinata.

### Interior

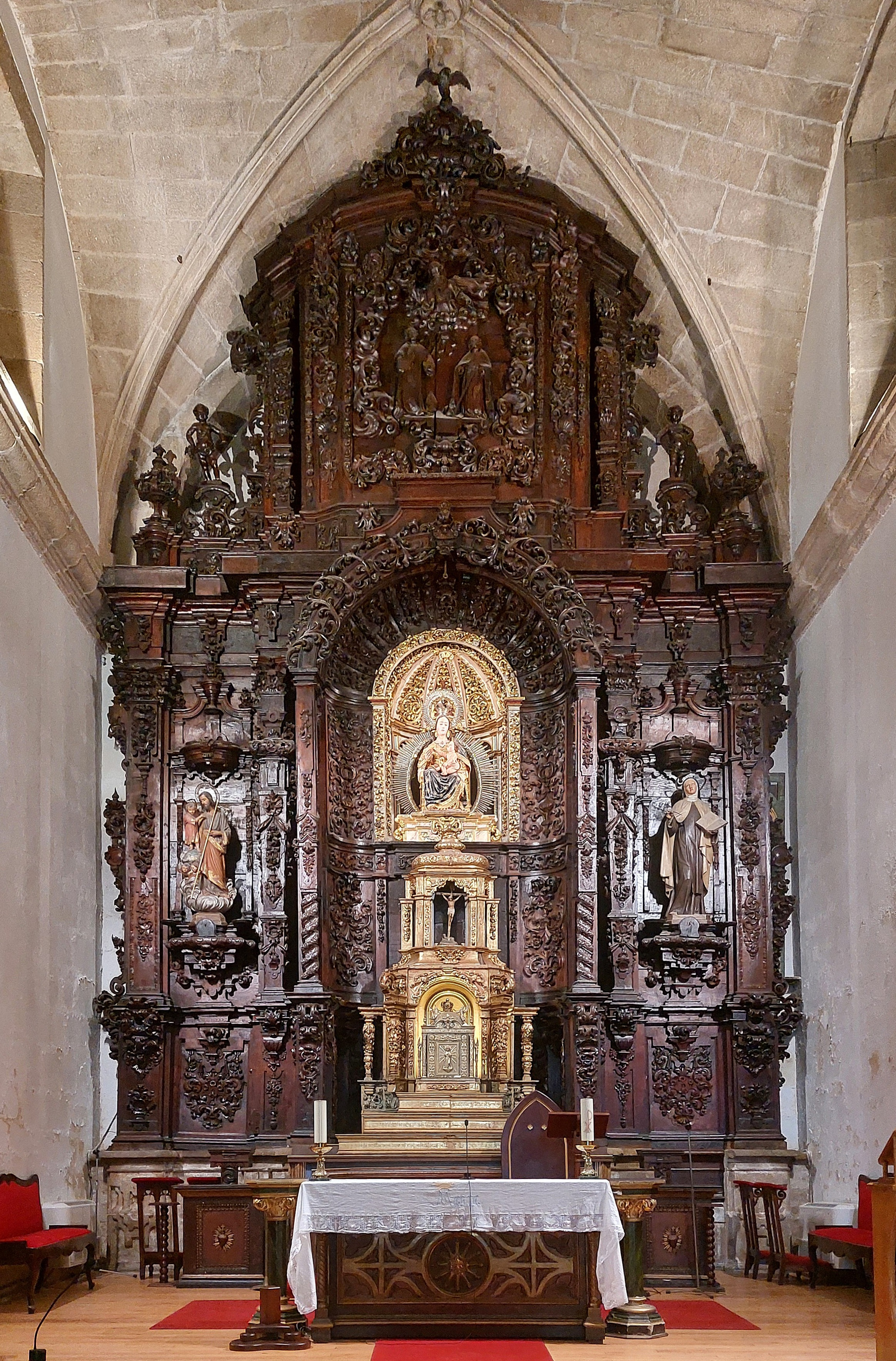
Retablo mayor.

El interior del templo posee nave única con planta de cruz latina, seis bóvedas de crucería simple (tres en la nave, dos en el transepto y una en la capilla mayor), ábside rectangular, dos arcos ciegos de medio punto en ambos muros de la nave (cuyo techo presenta arcos fajones entre las bóvedas), tribuna de planta rectangular y una sencilla cúpula circular coronada por un cupulín en el crucero. 

#### Retablo mayor
El templo cuenta con dos retablos en los extremos del transepto además del retablo mayor; este último, realizado en madera y de estilo churrigueresco, posee un cuerpo con tres calles, banco y ático. El nicho central, de tipo cascarón y enmarcado por estípites, alberga una talla barroca del siglo xvi de Santa María Madre, patrona de los sastres, mientras que en los laterales se encuentran, a izquierda y derecha respectivamente,una imagen de San José y una estatua de Santa Teresa de Ávila, esta última de un tamaño superior. El ático muestra en altorrelieve las imágenes del obispo Siuri a la izquierda y de fray Juan de Samos o Juan Muñoz de la Cueva a la derecha, ambas bajo la figura de Dios Padre, estando el conjunto coronado por una talla del Espíritu Santo bajo forma de paloma (detalle que se repite en la clave de la bóveda de crucería de la capilla) y custodiado a ambos lados por dos imágenes de bulto redondo y dos jarrones.

#### Retablo de la Virgen Milagrosa
En el retablo situado a la izquierda del transepto, de estilo neobarroco con un único cuerpo, banco y ático, se muestra una talla en madera de castaño de la Virgen Milagrosa en una hornacina de medio punto enmarcada por estípites; esta imagen, obra de Nicanor Carballo en 1969,: 238  dispone de una instalación eléctrica que permite iluminar la aureola y los rayos sujetos a la estatua. Toda la estructura se cubre de rocalla, estando el cuerpo y el ático, presidido por una talla de San Vicente de Paúl, separados por una representación de la Medalla Milagrosa sostenida por dos ángeles (es posible que este sea el retablo que figura en los archivos del obispado como inaugurado mediante suscripción popular por parte de la Asociación de la Medalla Milagrosa el 25 de octubre de 1948 en
agradecimiento a los Hermanos Paúles por sus 25 años de labor en la iglesia).: 428 

#### Retablo de la Piedad
En el otro extremo se ubica un retablo rococó de un cuerpo con banco y ático el cual contiene, en una hornacina cuadrada flanqueada por estípites y decorada en su interior con espejos, una escultura de la Piedad de 1775 también en estilo rococó, mostrándose en el ático la cruz desnuda con el sudario suspendido. Toda la obra se cubre con motivos de rocalla, estando la hornacina decorada en la zona superior con los rostros de tres querubines alados y coronada a ambos lados por dos pequeños ángeles que flanquean una estructura triangular con aletones en la que figura un relieve del Sagrado Corazón. Por su parte, en la predela se halla emplazada una urna en la que se custodia una imagen articulada de Cristo yacente del siglo xviii, una de las piezas que se conservan de la antigua Semana Santa de la ciudad.

#### Imaginería
Junto al retablo de la Piedad se encuentran una cruz desnuda (portada en Semana Santa por la Parroquia de Cristo Rey) y una vitrina con una austera talla de vestir del siglo xix la cual representa a Nuestra Señora de los Dolores con un semblante similar al de la mujer morena gallega, mientras que en el extremo opuesto, junto al retablo de la Virgen Milagrosa, se encuentran un gran lienzo de la Inmaculada de 1684 obra de Antonio Castrejón (instalado en la iglesia en diciembre de 1997 y procedente de la sacristía de la catedral) y una réplica de la talla de Santa María Madre que preside el retablo mayor, la cual es sacada durante la procesión del Santo Encuentro y posteriormente en la ceremonia del Desplante, en el Domingo de Resurrección. Antiguamente la talla original era bajada del nicho que la custodia mediante un sistema de poleas el cual deterioraba la imagen, por lo que se decidió elaborar una réplica, valorada en 9000 euros y realizada por varios escultores y pintores portugueses por encargo de la cofradía, fechada en 1395, lo que la convierte en la más antigua de la ciudad, aunque debido a un periodo de inactividad de varios años, se suele considerar a la Cofradía del Santo Cristo, fundada en 1992, como la más antigua.
Al igual que la réplica de Santa María Madre, las imágenes de Cristo yacente y Nuestra Señora de los Dolores son sacadas el Viernes Santo en la Procesión del Santo Entierro (para la ocasión, la figura de Cristo yacente es colocada en una urna de ébano con engastes en marfil y ángeles policromados del siglo xix). Respecto a la nave, en ella se encuentran, bajo los arcos ciegos, imágenes de San Antonio de Padua y el Sagrado Corazón en el muro del evangelio y tallas de Santa Rita de Casia y la Virgen del Carmen en el muro de la epístola, hallándose una estatua de Cristo crucificado a la entrada del santuario.

## Galería de imágenes

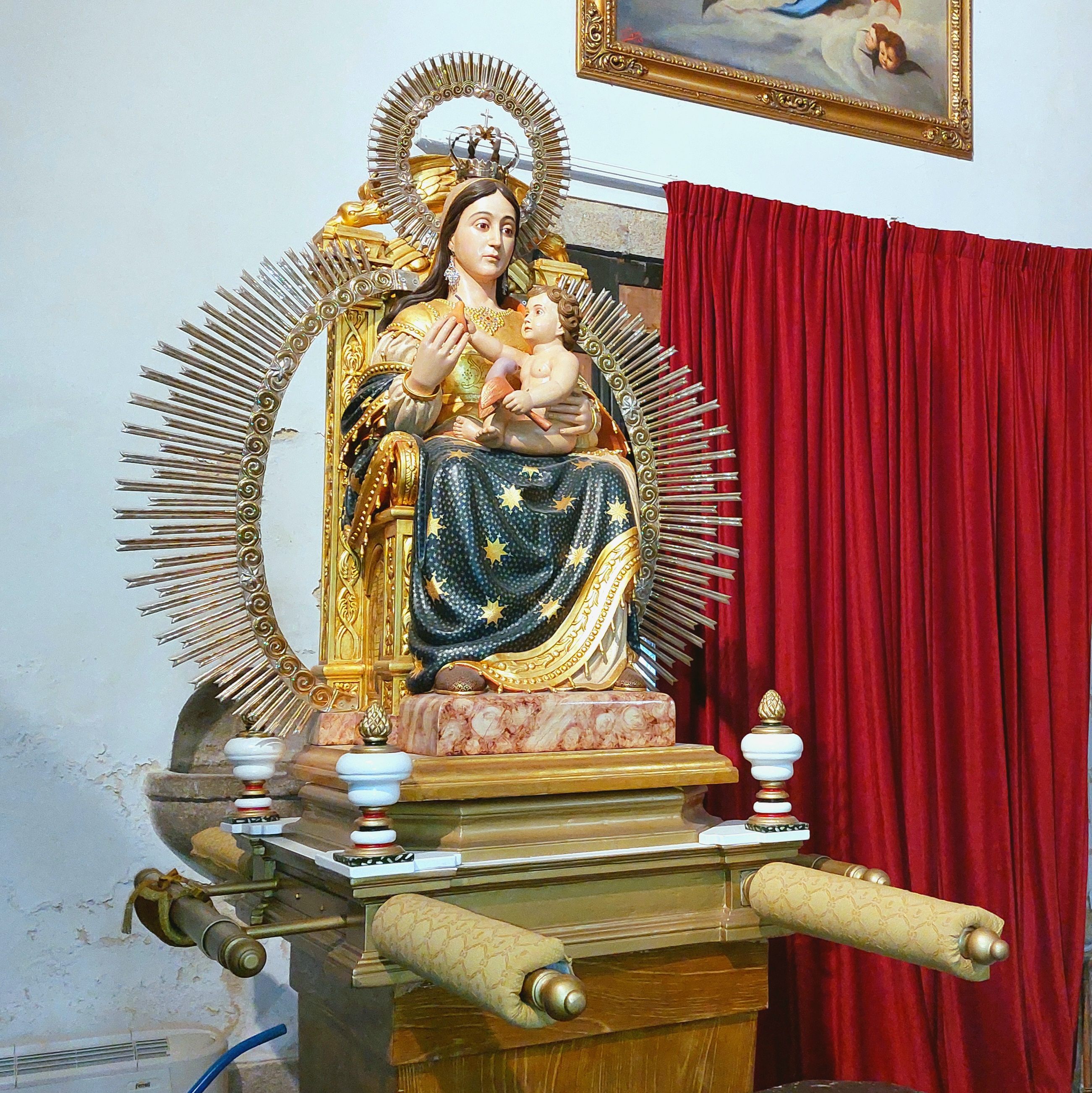
Réplica de Santa María Madre.
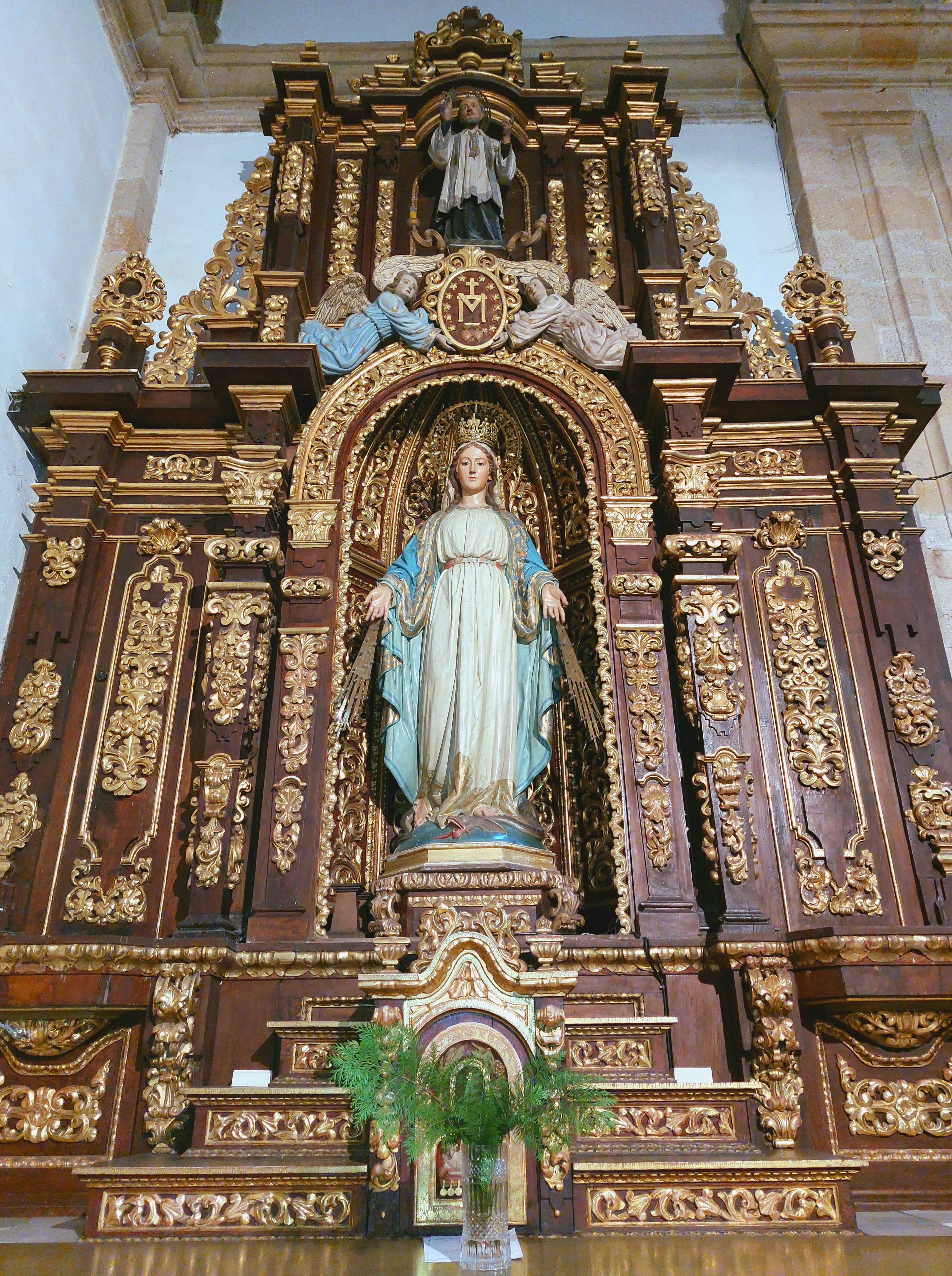
Retablo de la Virgen Milagrosa.
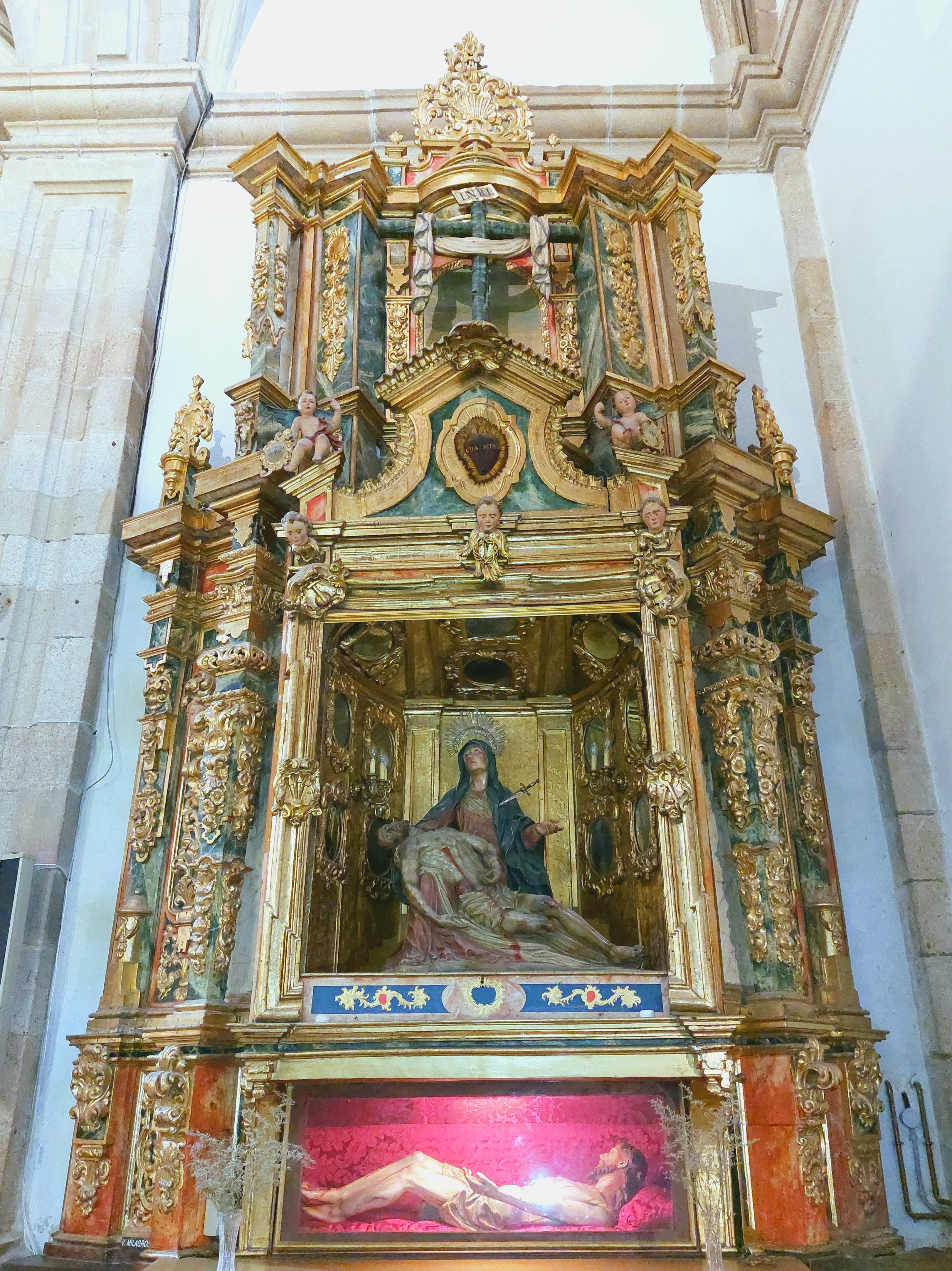
Retablo de la Piedad.
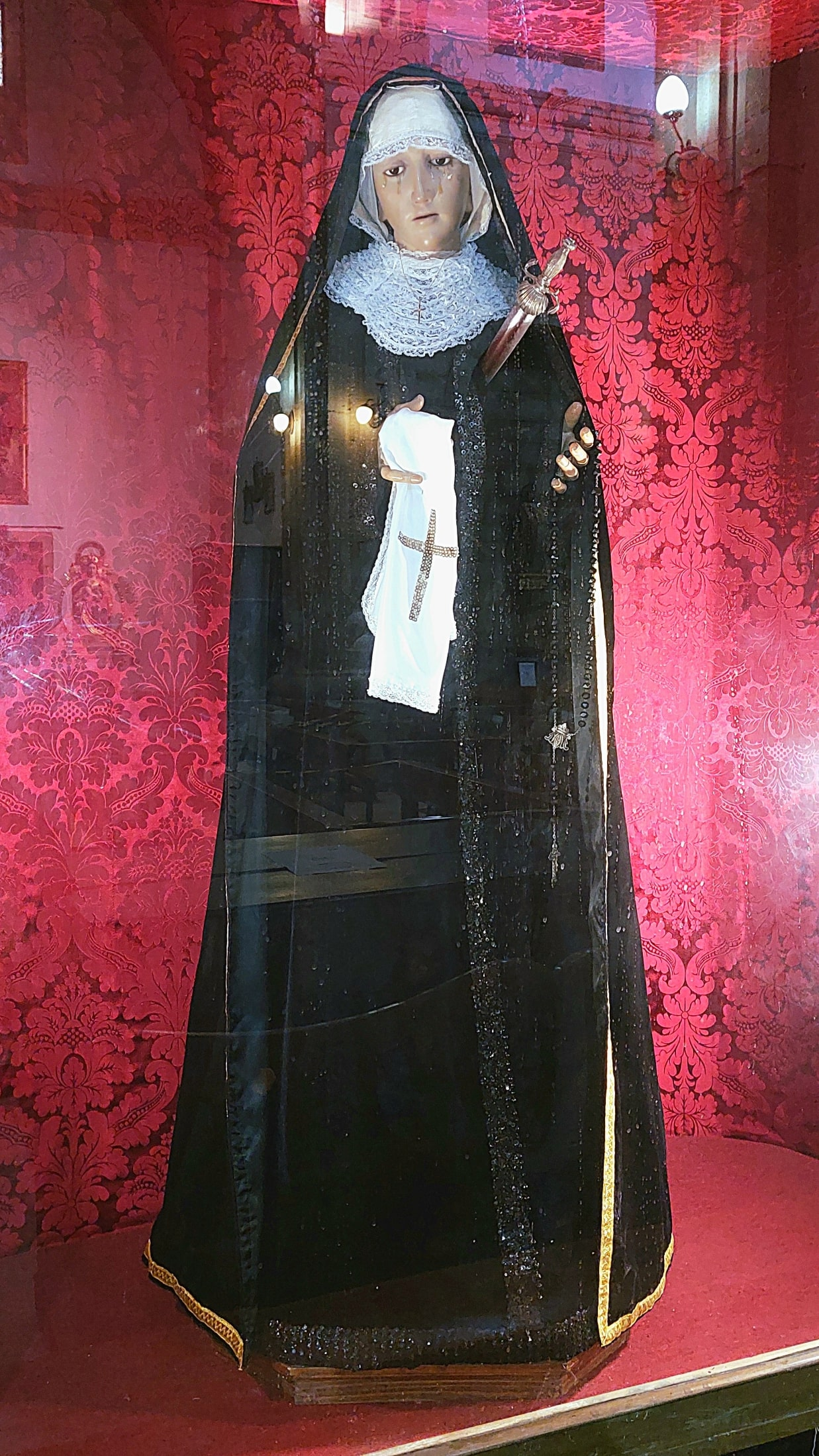
Talla de Nuestra Señora de los Dolores.
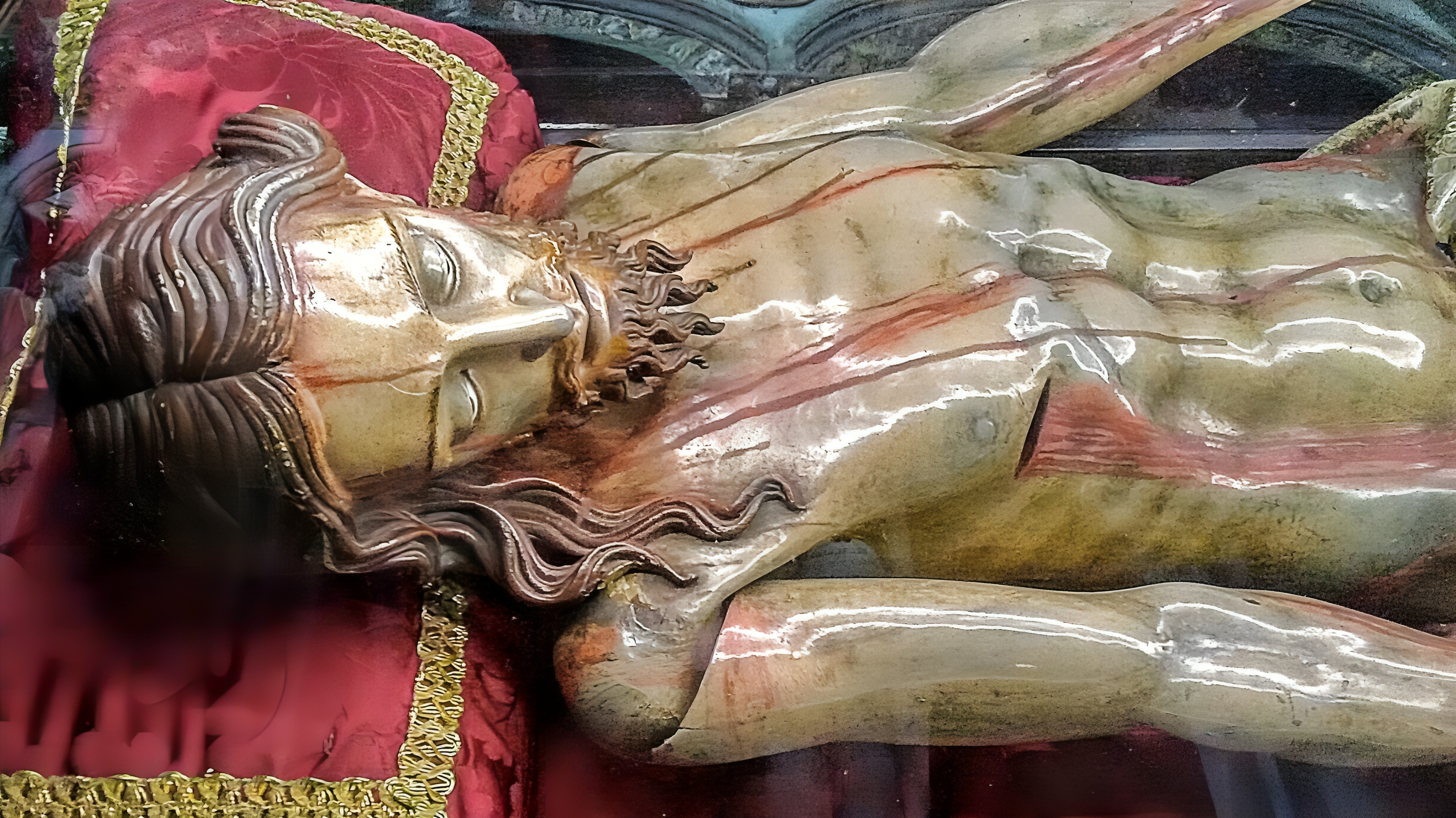
Talla de Cristo yacente.